# Luakit
Luakit — легковесный браузер для UNIX-систем, использующий движок WebKit. Написан с использованием библиотеки GTK+. Для конфигурирования браузера используются Lua-скрипты, что делает его легко расширяемым и настраиваемым под себя. Будучи настроенным по умолчанию, luakit очень напоминает другие микро-браузеры — jumanji, uzbl, surf(en). Имеет Vim-подобный интерфейс.
По утверждению самих авторов, по способу настройки и идеологии браузер напоминает менеджер окон Awesome, который также настраивается с помощью Lua-скриптов.